# Симс, Джош
Джо́шуа Сэ́мюэл Симс (англ. Joshua Samuel Sims; родился 28 марта 1997, Йовил), более известный как Джош Симс (англ. Josh Sims) — английский футболист, вингер клуба «Росс Каунти».

## Клубная карьера
Симс тренировался в футбольной академии «Саутгемптона» с 2011 года. После хороших выступлений за команду «святых» до 23 лет Джош дебютировал в основном составе «Саутгемптона» 27 ноября 2016 года в матче Премьер-лиги против «Эвертона». Уже на первой минуте матча Симс отдал голевую передачу на Чарли Остина, который забил мяч ударом головой. Это обеспечило «святым» победу в игре со счётом 1:0. Симс завершил первый тайм с 95 % точных передач, что стало лучшим показателем среди всех игроков на поле.
8 декабря Джош дебютировал за «святых» в Лиге Европы в матче против клуба «Хапоэль Беэр-Шева».
25 января 2017 года в ответном полуфинальном матче Кубка Футбольной лиги против «Ливерпуля» Симс отдал голевую передачу на Шейна Лонга, забившего победный гол в этой игре. Это гарантировало «святым» выход в финал Кубка Футбольной лиги.
В августе 2018 года отправился в сезонную аренду в клуб Чемпионшипа «Рединг». Симс сыграл за «Рединг» 17 матчей, в большинстве из них выходил на замену. 7 января 2019 года новый главный тренер «Саутгемптона» Ральф Хазенхюттль досрочно вернул игрока из аренды.
7 августа 2019 года Симс был взят в аренду клубом MLS «Нью-Йорк Ред Буллз» до конца сезона 2019 и включён в состав в качестве молодого назначенного игрока. В американской лиге дебютировал 24 августа в дерби против «Нью-Йорк Сити». 20 октября в матче первого раунда плей-офф Кубка MLS 2019 против «Филадельфии Юнион» забил свой первый гол в профессиональной карьере. 21 января 2020 года его аренда была продлена до 30 июня. 1 июля в связи с истечением срока аренды Симс вернулся в «Саутгемптон».
16 октября 2020 года отправился в трёхмесячную аренду в клуб Лиги 1 «Донкастер Роверс».

## Карьера в сборной
Симс выступал за сборные Англии до 17, до 18 и до 20 лет.
В 2014 году выиграл чемпионат Европы среди игроков до 17 лет.

## Статистика выступлений
| Клуб                        | Сезон            | Лига             | Лига | Лига | Кубок Англии | Кубок Англии | Кубок лиги | Кубок лиги | Еврокубки | Еврокубки | Прочие | Прочие | Итого | Итого |
| Клуб                        | Сезон            | Дивизион         | Игры | Голы | Игры         | Голы         | Игры       | Голы       | Игры      | Голы      | Игры   | Голы   | Игры  | Голы  |
| --------------------------- | ---------------- | ---------------- | ---- | ---- | ------------ | ------------ | ---------- | ---------- | --------- | --------- | ------ | ------ | ----- | ----- |
| Саутгемптон                 | 2015/16          | Премьер-лига     | 0    | 0    | 0            | 0            | 0          | 0          | 0         | 0         | 0      | 0      | 0     | 0     |
| Саутгемптон                 | 2016/17          | Премьер-лига     | 7    | 0    | 3            | 0            | 2          | 0          | 1         | 0         | 3      | 0      | 16    | 0     |
| Саутгемптон                 | 2017/18          | Премьер-лига     | 6    | 0    | 1            | 0            | 0          | 0          | 0         | 0         | 0      | 0      | 7     | 0     |
| Саутгемптон                 | 2018/19          | Премьер-лига     | 7    | 0    | 0            | 0            | 0          | 0          | 0         | 0         | 0      | 0      | 7     | 0     |
| Саутгемптон                 | Итого            | Итого            | 20   | 0    | 4            | 0            | 2          | 0          | 1         | 0         | 3      | 0      | 30    | 0     |
| Рединг (аренда)             | 2018/19          | Чемпионшип       | 17   | 0    | 0            | 0            | 1          | 0          | 0         | 0         | 0      | 0      | 18    | 0     |
| Рединг (аренда)             | Итого            | Итого            | 17   | 0    | 0            | 0            | 1          | 0          | 0         | 0         | 0      | 0      | 18    | 0     |
| Нью-Йорк Ред Буллз (аренда) | 2019             | MLS              | 7    | 0    | 0            | 0            | 0          | 0          | 0         | 0         | 1      | 1      | 8     | 1     |
| Нью-Йорк Ред Буллз (аренда) | 2020             | MLS              | 2    | 0    | 0            | 0            | 0          | 0          | 0         | 0         | 0      | 0      | 2     | 0     |
| Нью-Йорк Ред Буллз (аренда) | Итого            | Итого            | 9    | 0    | 0            | 0            | 0          | 0          | 0         | 0         | 1      | 1      | 10    | 1     |
| Донкастер Роверс (аренда)   | 2020/21          | Лига 1           | 12   | 1    | 2            | 2            | 0          | 0          | 0         | 0         | 0      | 0      | 14    | 3     |
| Донкастер Роверс (аренда)   | Итого            | Итого            | 12   | 1    | 2            | 2            | 0          | 0          | 0         | 0         | 0      | 0      | 14    | 3     |
| Всего за карьеру            | Всего за карьеру | Всего за карьеру | 58   | 1    | 6            | 2            | 3          | 0          | 1         | 0         | 4      | 1      | 72    | 4     |